# ماسایا سوزوکی
ماسایا سوزوکی (انگلیسی: Masaya Suzuki؛ زادهٔ ۹ مهٔ ۱۹۸۸) بازیکن فوتبال اهل ژاپن است.